# Castell dels Garidells
El Castell dels Garidells és un monument protegit com a bé cultural d'interès nacional del municipi dels Garidells (Alt Camp). Les restes del castell, d'estil gòtic, s'aixequen a l'esquerra del riu Francolí, sobre un tossal de 132 m i als peus de la riera que porta el seu nom i travessa tot el terme.

## Història
El poble de Garidells fou fonamentat per Arnau i Berenguer Claramunt, germans de Guillem de Claramunt, casat amb la pubilla d'un dels descendents de Ponç de Montoliu, fonamentador de Puigdelfí en 1066. Aquells germans prengueren el cognom de Garidells i reberen la donació de son germà Guillem el 25 de juliol de 1174, alçant un castell que encara es conserva i disposant que els pobladors tindrien tota mena de franquícies. El document (carta de poblament), realitzat, doncs, un cop el castell ja era edificat, formalitzava una situació preexistent, una empresa colonitzadora ja iniciada que ara es volia regularitzar jurídicament. El 1229 els drets que Guillem de Claramunt s'havia reservat en fer la donació passaren al monestir de Santes Creus per disposició testamentària. Més tard, els Claramunt tornaren a anomenar-se Montoliu, enllaçant-se ambdues famílies.
Ja el segle xiv, els Garidells pertanyien a Saurina de Castellet (1309) i passaren a Galceran de Montoliu que alhora, el 1315, instituí hereu del lloc i també de la Pobla de Mafumet el seu fill Bernat. El 1363 era senyor dels Garidells Berenguer de Montoliu, el qual va fornir els exèrcits de Pere III en la Guerra contra Castella, l'anomenada Guerra dels dos Peres.
El 1391, i després d'un primer fracàs en una permuta entre el rei Joan I i l'arquebisbe de Tarragona Ènnec de Vallterra, el monarca l'hi va vendre pel preu de 17.000 florins d'or d'Aragó tots els drets reials sobre una munió de castlanies i jurisdiccions del camp de Tarragona entre les quals també figurava els Garidells.
L'any 1582, Jaume de Rossell, a qui havia passat la senyoria, va vendre a l'esmentat cenobi la jurisdicció del castell dels Garidells, amb el terme. Va pertànyer a Santes Creus fins a l'extinció dels senyorius el segle xix. Després de la guerra civil espanyola (1936-1939), el propietari vengué als Tamarit el castell que serviria com a pedrera per a refer altres edificis.

## Arquitectura

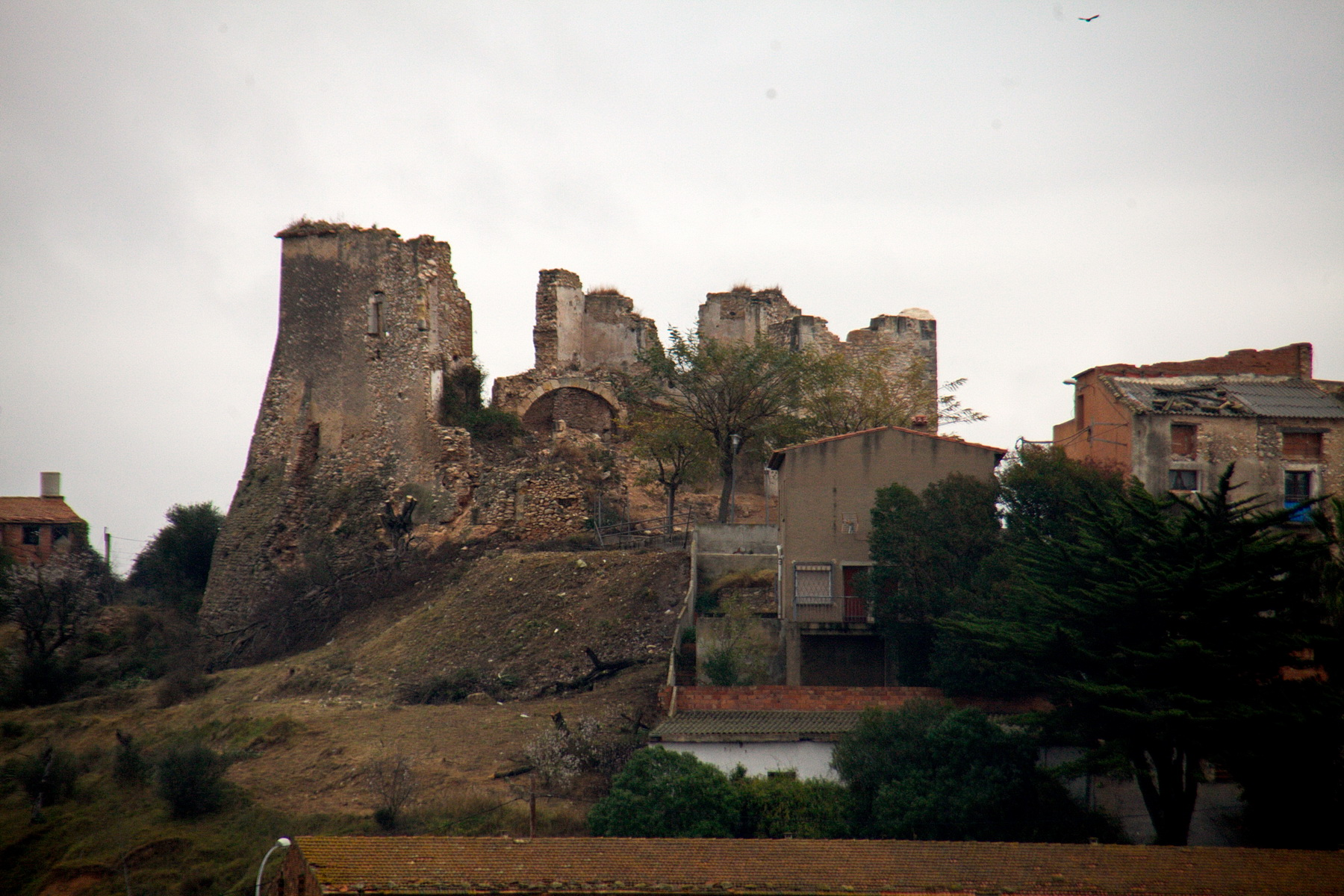
Castell dels Garidells (2016)

De la construcció original es conserva la planta sencera amb una alçada màxima de les parets d'entre 7 i 8 metres damunt de l'enderroc. D'aquesta se'n desprèn que l'edifici s'estructura entorn d'una nau central resolta arquitectònicament amb arcs apuntats. Part d'aquestes dependències del castell estarien destinades a finalitats agrícoles, com ho indica la presència de cups excavats en el substrat, i possiblement també de cellers, als que s'accediria per una escala de pedra encara conservades.
Unes fotografies de l'any 1955 publicades a l'obra Els Castells Catalans (Català, Brassó, 1973), en què el castell es trobava pràcticament sencer permet conèixer com era la fisonomia externa de l'edificació.
Es tracta d'una fortificació sense perímetre murallat ni fossar, amb una gran torre de defensa quadrada amb espitlleres a diferents alçades pertanyents a cronologies diferents. Posteriorment, la torre ha sofert diferents modificacions com són l'obertura d'una finestra geminada, típica del gòtic tardà i del Renaixement i la construcció d'una nova planta a la part superior. L'accés al castell s'efectuava per una portalada dovellada d'arc de mig punt que tenia a la part superior un matacà. La tècnica constructiva emprada és amb pedres de mides diverses lligades amb morter de calç i arena, usant els carreus a les cantonades, especialment les de les torres.
La morfologia de l'edifici i l'absència d'elements defensius com el fossar i la muralla permet inferir que en lloc d'un castell pròpiament dit es tractaria d'una casa forta.